# Boylife
Boylife är Lo-Fi-Fnks första fullängdsalbum, utgivet 24 juli 2006.

## Låtlista
1. "Boylife Intro" – 0:24
2. "City" – 3:44
3. "Adore" – 3:40
4. "Wake Up" – 3:53
5. "System" – 3:00
6. "What's on Your Mind?" – 4:12
7. "Change Channel" – 3:20
8. "Steppin' Out" – 3:55
9. "Heartache" – 3:06
10. "Boylife" – 2:50
11. "The End" – 4:12